# Helsinki-akkoorden

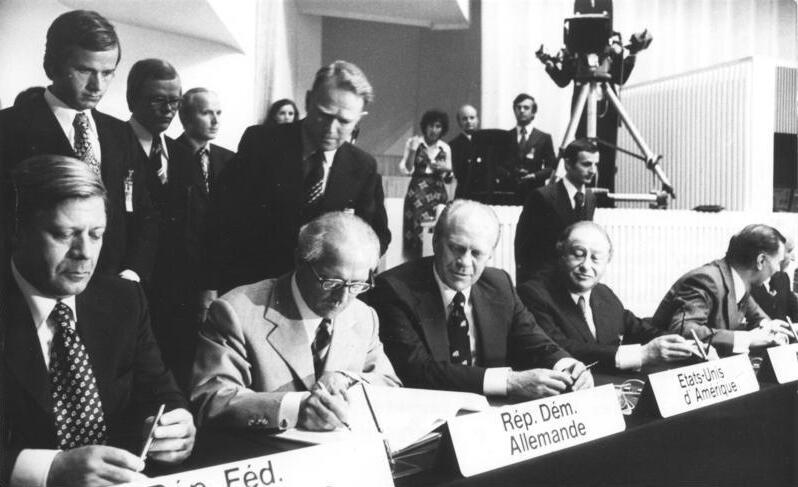
Erich Honecker ondertekent namens de DDR onder het toeziend oog van de Amerikaanse president Gerald Ford

De Helsinki-akkoorden vormen de slotverklaring van de Conferentie over Veiligheid en Samenwerking in Europa (later hernoemd naar Organisatie voor Veiligheid en Samenwerking in Europa) die plaatsvond in 1975 te Helsinki. De slotverklaring werd ondertekend door 33 Europese landen (w.o. de Sovjet-Unie), de Verenigde Staten en Canada, totaal 35 landen. 
Een deel van deze verklaring ging over mensenrechten, andere onderdelen gingen over samenwerking op het gebied van economie, wetenschap, technologie, milieu, veiligheidsvraagstukken en humanitaire zaken. Het deel over de mensenrechten werd een basis waarop veel dissidenten en mensenrechtenorganisaties in het Oostblok zich beriepen. Opvallend is dat men na het tekenen van de akkoorden naar huis ging met het idee een akkoord over veiligheid te hebben getekend, terwijl men de akkoorden tien jaar later voornamelijk zag als een akkoord over mensenrechten.

## Aanleiding
De conferentie in Helsinki was aanvankelijk bedoeld als veiligheidsconferentie. Vooral de Sovjet-Unie wilde een dergelijke conferentie, waarmee ze hun de facto bezetting van Oost-Europa wilden legitimeren. Daarnaast hoopte de Sovjet-Unie de nodige economische voordelen te behalen. De landen in West-Europa zagen ook wel heil in dit idee, waarmee ze vooral de communicatie met het oosten wilden verbeteren en de reisbarrières tussen oost en west wilden verlagen. Ook kon dan van de gelegenheid gebruikgemaakt worden om mensenrechten op de agenda te zetten en de nodige praktische problemen op te lossen. Hierbij ging het vooral om grensconflicten (er werden over en weer de nodige grenzen niet erkend) en voor West-Duitsland in het kader van diens Ostpolitik om dingen als gezinshereniging. De derde belangrijke partij, de Verenigde Staten, stonden niet echt te springen om het idee, maar deden uiteindelijk toch maar mee, vooral om de detente niet in gevaar te brengen.

## Mensenrechten
Tegenwoordig ziet men vooral de bepalingen over mensenrechten als de toegevoegde waarde van 'Helsinki'. In de jaren 60 en de vroege jaren 70 was er echter nauwelijks aandacht voor mensenrechten als onderdeel van de internationale politiek. De opvatting was dat mensenrechten een nationale zaak waren, en volgens het principe van non-interventie in binnenlandse zaken dat zeker in die tijd van kracht was, was er voor mensenrechten op een internationaal platform geen plaats. Dat begon te veranderen toen de Europese Gemeenschap (EG) eind jaren 60 mensenrechten als een van zijn basiswaarden begon te zien. Hierop plaatste de EG dit onderwerp op de agenda van de conferentie in Helsinki, met als gevolg bepalingen in de Helsinki-Akkoorden waarin door de ondertekenaars werd erkend dat burgers bepaalde burger- en mensenrechten hadden. 
Hoewel deze passages over mensenrechten aanvankelijk als onbelangrijk werden gezien, hielpen dissidenten in het Oostblok het belang ervan aanzienlijk te vergroten. Zij zagen namelijk in dat hun regeringen, door het ondertekenen van de akkoorden, erkenden dat hun burgers bepaalde (mensen)rechten hadden en dat ze deze zouden respecteren. In de praktijk gebeurde dit echter niet, waardoor de dissidenten de akkoorden als wettelijke basis gebruikten om kritiek op hun regeringen te hebben. Deze ontwikkelingen werden in het westen (met name in de Verenigde Staten) opgepikt, waardoor ook daar de waarde van de mensenrechtenpassages in de akkoorden werd ingezien. Hierdoor werden mensenrechten een belangrijk thema in de internationale politiek, tot op de dag van vandaag.